# エドゥアルド・ヴェラステーギ
エドゥアルド・ヴェラステーギ（Eduardo Verastegui、1974年5月21日 - ）は、メキシコの俳優。

## 出演作品
- チャームド～魔女3姉妹 シーズン6
- ワタシにキメテ（トマス）
- サウンド・オブ・フリーダム（パブロ）